# Super Smash Bros. Brawl
Super Smash Bros. Brawl (förkortat SSBB och känt som Dairantō Smash Brothers X i Japan) är det tredje spelet i Nintendos storsäljande Super Smash Bros.-serie, efter det andra, Super Smash Bros. Melee. Spelet är utannonserat till Nintendos konsol Wii och släpptes under 2008; i Nordamerika den 9 mars och i Japan 31 januari. Spelet har släppts (27 juni) i Europa.

## Spelupplägg
Spelet går ut på att man ska, genom att styra den spelfigur man valt, skada de andra spelarnas figurer och till slut få dem att ramla av banan. Det finns även spelsätt där man vinner när man har fått ner de andra spelarnas figurer skadepoäng till noll.
Spelet innehåller flera av Nintendos mer kända spelfigurer från flera olika spelserier samt en del mindre kända och några från spelserier som inte ägs av Nintendo.
Det finns ett flertal banor att välja mellan. Dessa är baserade på platser som finns att finna i de spelserier som spelets figurer härstammar från. Det finns även möjlighet för spelarna att skapa sina egna banor.
Med hjälp av en så kallad smash ball får varje spelare en unik specialattack som delar ut förödande skada till motspelare.

### The Subspace Emissary
Det finns även ett äventyrsläge där en eller två spelare kan kämpa mot den onda Subspace-armén. Det är ett sidscrollingspel med en unik handling och många bossar att möta, både från andra spel såsom Petey Piranha från Mario-serien och Ridley från Metroid-serien, men även helt nya bossar. Då och då får man se filmsekvenser som förklarar handlingen.
Från början kan man bara vara ett begränsat antal spelfigurer, men allt eftersom som handlingen framskrider blir fler och fler upplåsta. Precis som i det vanliga flerspelarläget har man en skademätare som får en högre procentnivå vid skada, vilket gör att man flyger av banan lättare. Fienderna har däremot skadepoäng som man ska göra slut på, med undantag av vissa matcher då man möter andra "riktiga figurer".

## Spelfigurer
Se Super Smash Bros. (spelserie)